# Antonio Radić
Antonio Radić, znany jako agadmator (ur. 16 czerwca 1987 w Križevci) – chorwacki szachista i youtuber, właściciel kanału „agadmator’s Chess Channel”.

## Życiorys
Urodził się 16 czerwca 1987 w Križevci. Zasad gry w szachy nauczył go jego dziadek Anto Krnjić, który posiadał tytuł mistrza FIDE. Radić rzadko bierze udział w turniejach międzynarodowych, grając jedynie od czasu do czasu w turniejach lokalnych co pozwoliło mu zdobyć tytuł kandydata na mistrza krajowego. W 2007 roku założył kanał „agadmator’s Chess Channel” w serwisie YouTube, jednak dopiero od 2016 roku został on poświęcony szachom. Pracował jako projektant graficzny, jednak gdy liczba subskrypcji jego kanału przekroczyła pułap 20 tysięcy, porzucił pracę i skupił się wyłącznie na tworzeniu materiałów szachowych. Najchętniej wyświetlanym filmem na jego kanale jest The Greatest Queen Sacrifice in Chess History (w 2018 roku miał ponad 2,5 miliona wyświetleń), w którym partię rozegrali Raszyt Nieżmietdinow i Oleg Czernikow.
W 2018 roku „agadmator’s Chess Channel” został największym kanałem szachowym na świecie, jednak trzy lata później został prześcignięty przez kanał Levy’ego Rozmana „GothamChess”. W marcu 2021 roku osiągnął pułap miliona subskrypcji. W lipcu 2010 roku Radić osiągnął swój najwyższy ranking szachowy, który wyniósł 2010 punktów.